# Regiane Silva
Regiane dos Santos Silva, (São Bernardo, 31 de janeiro de 1984) mais conhecida como Régis, é uma jogadora de handebol brasileira.
A verdadeira consagração de Regiane veio por meio de suas contribuições significativas para a Seleção Brasileira de Handebol. Desde sua participação no Mundial em 2009, realizado na China, até sua presença no Torneio Quatro Nações em 2017, no Brasil, Regiane foi uma força indispensável.
Entre suas conquistas notáveis na seleção, destacam-se a Medalha de Ouro no Torneio Quatro Nações em 2017, além das Medalhas de Ouro em competições sul-americanas, como o Sul-americano em Santiago, Chile, em 2014. Sua jornada também inclui medalhas de Prata no Pan-americano em 2009, no Chile, e no Sul-americano em Medelín, Colômbia, em 2010.
A participação de Regiane nos mundiais de 2009, na China, e no mundial Junior em 2003, na Macedônia, reflete seu comprometimento com a excelência no esporte.
Conquistou também em sua carreira esportiva, nove títulos regionais, oito títulos paulistas e oito títulos na liga nacional

## Trajetória Esportiva
O caminho de Regiane no handebol começou em sua adolescência, quando foi convidada para integrar o time de São Bernardo do Campo na categoria mirim. Sua habilidade excepcional a levou ao profissionalismo aos 21 anos, vestindo a camisa do Santo André antes de se destacar na equipe UNIP em São Bernardo do Campo.

## Títulos
Seleção Brasileira
- Medalha de ouro no Torneio Quatro Nações em 2017, realizado no Brasil.
- Participou do mundial em 2009, realizado na China.
- Participou do mundial Junior em 2003, realizado na Macedônia.
- Medalha de prata no Sul-americano 2010, realizado em Medelín, Colômbia.
- Medalha de ouro no Sul-americano 2014, realizado em Santiago, Chile.
- Medalha de prata no Pan-americano 2009, realizado em Santiago, Chile.
- Medalha de ouro em Pan-americanos e Sul-americanos nas categorias Juvenil e Junior

Clubes Nacionais
- São Bernardo

- Campeão Jogos Regionais, 2023.
- Vice campeão, Jogos Abertos Interiores, 2023.
- Campeão Jogos Regionais, 2022.
- Vice campeão, Jogos Abertos Interiores, 2022.
- Vice campeão, Liga Handebol Feminina, 2022.
- Medalha de ouro no Campeonato Paulista em 2017.
- Medalha de ouro nos Jogos Abertos em 2017.
- Medalha de ouro nos Jogos Regionais em 2017.
- Medalha de prata na Liga Nacional em 2017.
- Medalha de ouro nos Jogos Abertos em 2016.
- Medalha de ouro nos Jogos Regionais em 2016.
- Medalha de ouro no Campeonato Paulista em 2016.
- Medalha de prata na Liga Nacional em 2016.
- Medalha de ouro no Panamericano de clubes em 2016.
- Medalha de ouro na Liga Nacional em 2015.
- Medalha de ouro na Liga Nacional em 2014.
- Medalha de prata na Liga Nacional em 2013.
- Medalha de ouro na Liga Nacional em 2012.
- Medalha de ouro na Liga Nacional em 2011.

- Santo André

- Medalha de Bronze na Liga Nacional em 2006.
- Medalha de Bronze na Paulista em 2006.
- Medalha de 4ª na Liga Nacional em 2010.